# Ernest Gogel
Ernst Gottlieb Gogel (ur. 8 grudnia 1911, zm. 27 lipca 1977) – szwajcarski zapaśnik walczący w stylu klasycznym. Olimpijczyk z Berlina 1936, gdzie zajął dwunaste miejsce w wadze średniej.

## Letnie Igrzyska Olimpijskie 1936
| Konkurencja          | Rundy eliminacyjne     | Rundy eliminacyjne    | Klas. końcowa |
| Konkurencja          | Przeciwnik I           | Przeciwnik II         | Miejsce       |
| -------------------- | ---------------------- | --------------------- | ------------- |
| 79 kg styl klasyczny | Francisc Cocoș (ROM) P | Hans Pointner (AUT) P | 12.           |